# ARC-170星际战机
ARC-170星际战机（英語：ARC-170 starfighter，Aggressive ReConnaissance-170 starfighter）又稱攻擊偵察170星际战机是在《星際大戰三部曲：西斯大帝的復仇》、星際大戰：複製人之戰 (2008年電視影集)和星際大戰：複製人之戰 (2003年電視影集)中出現的虛構一類攻擊偵察型星際戰鬥機，一開始跟隨掩護歐比王和安納金他們準備殺出重圍前往解救被狹持的議長的就是第七中隊的战机，就是這種。在銀河共和國末期是蠻常見的一款星際戰機，是由因科姆集團（Incom Corporation）所製造的，它長12.71 米，裝有1.5级超空間引擎，利用兩個強大的發動機系統在超空間引中推進。在展開機翼時的特徵與後繼X翼戰機相似，因此被設定為X翼戰機的前身。可由三名複製人駕駛和一個導航機器人來控制，駕駛員掌控飛行機動，副駕駛操作飛船寬闊機翼上的激光炮，機尾砲手操作飛船背部的後向炮，導航機器人負責維修機體和導航。

## 歷史
ARC-170星际战机在複製人戰爭中期就脫穎而出了，它在《星際大戰：複製人之戰》中首次使用，由最早從馬拉斯塔爾戰役中帶領一個中隊進行試飛及實戰檢測（主要任務是掩護Y翼戰機投下一枚未经实验的电子炸弹來改變馬拉斯塔爾星上的戰局）。ARC-170星际战机也用在第二次卡米諾保衛戰中。武器有雷射炮和質子魚雷。
在《星際大戰三部曲：西斯大帝的復仇》開頭中的科洛桑戰役裡，由克隆人指揮官“老怪”率領的第七中隊為歐比王和安納金駕駛的絕地星際戰鬥機提供掩護。“老怪”及其中隊的職責就是清除尾隨絕地的機器人戰機部隊，好讓絕地們完成拯救被俘議長帕爾帕廷的任務，而第七中隊傷亡慘重。
克隆人戰爭末期，ARC-170參加了共和國各地的戰鬥，當達斯·西帝命令克隆人執行66號密令時，当时絕地大師普洛·孔駕駛絕地战机正在卡託內莫伊迪亞星內領空巡邏，跟随他的克隆人指挥官接到命令后毫不犹豫地向他开火，使普罗·孔的战机着火后撞在一个平台上，坠毁并爆炸了。隨著更新的鈦戰機生產線投入使用，至少在新秩序宣布五年之後，ARC-170星际战机在銀河帝國海軍中逐漸給除役跟封存。也有些ARC-170星际战机被反抗軍俘虜。
在34ABY時，有位叫Jinata Security保全的艦隊的護衛戰機中，也在出現已除役的ARC-170星际战机的蹤影。